# Tarsatica
Tarsatica, a mai Fiume helyén állt ókori római város és castrum volt Horvátországban, a mai Tengermellék-Hegyvidék megyében. 

## Fekvése
A település a 4. század második felében keletkezett az Adriai-tenger nyugati részén a mai Fiume óvárosának helyén. Elődje egy ősi liburn település volt, mely már évszázadokkal előbb keletkezett, majd miután a rómaiak megszállták fokozatosan római jelleget öltött. Az ősi Tarsatica a 8. század végén pusztult el.
2014-ben Fiume óvárosában avatták fel a Principia Régészeti Parkot. A régészeti park egy kis téren található, ahol láthatók az ősi Tarsatica egyes részei, valamint a katonai komplexum egykori főépülete. Az óvárosban található az Ókapu (Rimski luk), Fiume legrégebbi építménye, amely eredetileg Tarsatica várához vezető kapu volt.

## Története
A 9. század elejétől fennmaradt történelmi források az ősi települést különféle neveken említik, legtöbbször „Tarsatica”, „Tharsatico”, „Tharsaticum” néven. A név etimológiai eredete nem tisztázott, de valószínűleg a liburn „Tarsa” latinos névalakja. Tarsa a liburnok ősi településének a neve volt. A liburn név valószínűleg kelta eredetű, melynek jelentése „hegy a folyónál”. Ez az elképzelés megerősítené a kelta jelenlétet és befolyást az i. e. 1. évezredben.
Az ókori Tarsatica 799-es pusztulása után egy új település jött létre a volt település melletti dombon. Ezt az új települést Trsatnak nevezték, amely a latin Tarsatica szlávosított formája. Úgy tűnik, hogy a Rječina torkolatánál található ősi Tarsatica neve áttevődött az új településre, amely a mai Fiume egyik kerülete. A szlávosodott névforma azt a tényt tükrözi, hogy a népvándorlás időszakában szláv törzsek vándoroltak be és telepedtek le ezen a területen. Az a tény, hogy az új települést Trsatnak nevezték, arra enged következtetni, hogy az egykori Tarsatica lakói a város pusztulásakor már a szláv kultúrájú és nyelvű nép voltak.
Az eredetileg liburn Tarsaticát a görög történetírás és Sztrabón földrajzi munkája említi az Adriai-tenger nyugati partvidékének egyik településeként. Tarsatica létezését később idősebb Plinius „Naturalis Historia” című munkája is megerősíti. Elmondása szerint Tarsatica Augustus császár kora óta létezik, és az új uralom alatt várossá nőtte ki magát. Egyetlen görög történetíróként megemlíti a Rječina folyót is a görög „Oieneus” néven. Idősebb Plinius térképén a folyó az ókori népek és a japodok földje közötti határként jelenik meg.
A régészeti leletek azt mutatják, hogy a település fokozatosan alakult ki a római kor uralom előtti évszázadban, és a 4. században római kereskedelmi központtá (emporia) fejlődött. A Pax Romana alatt teljes római polgárjogú város (municipium) lett saját szenátussal és igazságszolgáltatással. A 4. század közepétől a Római Birodalmat a barbár törzsek inváziója sújtotta, és intézkedéseket hoztak a birodalom központi részeinek védelmére. A mai északkelet-olaszországi, nyugat-szlovéniai és északnyugati horvátországi területen létrehozták a „Praetentura Italiae et Alpium” nevű védelmi övezetet. Ennek kapcsán hozták létre Liburnia római tartományát, amelyet adminisztratív szempontból elválasztottak Dalmáciától. Liburnia, valamint valószínűleg az ősi Tarsatica is a rómaiak által létrehozott védelmi övezet részévé vált.
A régészeti feltárások azt mutatják, hogy Tarsaticán Gallienus császár uralkodása alatt, vagyis valamikor a 253. és 268. évek között, katonai erődítmény (castrum) épült központi katonai főépülettel (principia), és a városnak akkor fontos stratégiai jelentősége volt. A 4. század folyamán a barbár népek támadásai fokozódtak, és a rómaiak megépítették a „Claustra Alpium Iuliarum” védelmi vonalat, amely egy régebbi védelmi vonal megerősítését jelentette. Az ősi Tarsatica, amelynek stratégiai elhelyezkedése a tenger mellett van, vélhetően része ennek a védelmi vonalnak. Ebben az időben a városfalakat is megerősítették. Ennek ellenére a központi katonai épület a 300-as évek végén vagy a 400-as évek elején megsemmisült. A katonai épület megsemmisítése összekapcsolható a vizigótok térségbeli inváziójával. A pusztítás után már nem használták sem katonai, sem polgári épületként.
Az 5. század végére az ősi Tarsatica újjáépült, de a város további fejlődéséről keveset tudunk. Tarsaticát frank források említik először a 9. századtól, melyekből kitűnik, hogy a frank Erik grófot 799-ben megölték a frankok és Tarsatica lakói közötti harcban. Ezután állítólag, valószínűleg megtorolva a megölt grófot Tarsaticát a frankok elpusztították. A helyiek ezután a romos Tarsatica közelében egy 138 m tengerszint feletti magasságú helyre menekültek és ott új települést alapítottak, amelyet Trsatnak neveztek el. Az ősi Tarsatica helye, a ma Fiume óvárosa, a 13. században a Duino grófok irányításával került ismét betelepítésre.